# Asterius Linea
L'Asterius Linea è una struttura geologica della superficie di Europa.